# Pseudosphenoptera pitthea
Pseudosphenoptera pitthea là một loài bướm đêm thuộc phân họ Arctiinae, họ Erebidae.